# ناحیه کف‌زی
ناحیه کف‌زی یا ناحیه دمرسال (به انگلیسی: Demersal Zone) بخشی از دریا یا اقیانوس (یا دریاچه عمیق) است که شامل بخشی از ستون آبی نزدیک به بستر دریا و دریابن بوده و به میزان قابل توجهی از بستر یا بن دریا تأثیر می‌پذیرد. ناحیه دمرسال دقیقاً بالای دریابن است و تشکیل لایه ای از ناحیه بزرگتری به نام پروفاندال (به انگلیسی: Profundal Zone) می‌نماید.
ناحیه دمرسال به دلیل این که دقیقاً روی کف اقیانوس قرار دارد، از نظر عمق متغیر بوده و ممکن است شامل بخشی از ناحیه فوتیک شود که نور قابلیت نفوذ به آن را داشته و موجودات فوتوسنتز کننده در آن رشد می‌کنند، یا شامل ناحیه آفوتیک که حدوداً از اعماق ۲۰۰ الی ۱۰۰۰ متری را دربر گرفته و به اعماق اقیانوس توسعه می‌یابد، جایی که نور قابلیت نفوذ ندارد.